# Diocesi di Pittsburgh
La diocesi di Pittsburgh (in latino Dioecesis Pittsburgensis) è una sede della Chiesa cattolica negli Stati Uniti d'America suffraganea dell'arcidiocesi di Filadelfia. Nel 2023 contava 618.731 battezzati su 1.746.900 abitanti. È retta dal vescovo Mark Anthony Eckman.

## Territorio
La diocesi comprende 6 contee nella parte occidentale dello stato della Pennsylvania, negli Stati Uniti: Allegheny, Beaver, Butler, Greene, Lawrence e Washington.
Sede vescovile è la città di Pittsburgh, dove si trova la cattedrale di San Paolo (Saint Paul's).
Il territorio si estende su 9.722 km² ed è suddiviso in 107 parrocchie.

## Storia
La diocesi fu eretta l'11 agosto 1843 con il breve Universi dominici gregis di papa Gregorio XVI, ricavandone il territorio dalla diocesi di Filadelfia (oggi arcidiocesi).
Il 29 luglio 1853 cedette una porzione del suo territorio a vantaggio dell'erezione della diocesi di Erie.
L'11 gennaio 1876 cedette un'altra porzione del suo territorio a vantaggio dell'erezione della diocesi di Allegheny, che fu soppressa il 1º luglio 1889, reintegrandone il territorio nella diocesi di Pittsburgh.
Il 30 maggio 1901 e il 10 marzo 1951 ha ceduto ulteriori porzioni del suo territorio a vantaggio dell'erezione rispettivamente delle diocesi di Altoona (oggi diocesi di Altoona-Johnstown) e di Greensburg.

## Cronotassi dei vescovi
Si omettono i periodi di sede vacante non superiori ai 2 anni o non storicamente accertati.
- Michael O'Connor, S.I. † (11 agosto 1843 - 29 luglio 1853 nominato vescovo di Erie)
  - Joshua Maria (Moody) Young † (29 luglio 1853 - ? dimesso)[2] (vescovo eletto)
- Michael O'Connor, S.I. † (20 dicembre 1853 - 20 maggio 1860 dimesso)[3] (per la seconda volta)
- Miguel Domenec, C.M. † (28 settembre 1860 - 11 gennaio 1876 nominato vescovo di Allegheny)
- John Tuigg † (11 gennaio 1876 - 7 dicembre 1889 deceduto)
- Richard Phelan † (7 dicembre 1889 succeduto - 20 dicembre 1904 deceduto)
- John Francis Regis Canevin † (20 dicembre 1904 succeduto - 9 gennaio 1921 dimesso[4])
- Hugh Charles Boyle † (16 giugno 1921 - 22 dicembre 1950 deceduto)
- John Francis Dearden † (22 dicembre 1950 succeduto - 18 dicembre 1958 nominato arcivescovo di Detroit)
- John Joseph Wright † (23 gennaio 1959 - 1º giugno 1969 dimesso)
- Vincent Martin Leonard † (1º giugno 1969 - 30 giugno 1983 ritirato)
- Anthony Joseph Bevilacqua † (7 ottobre 1983 - 8 dicembre 1987 nominato arcivescovo di Filadelfia)
- Donald William Wuerl (11 febbraio 1988 - 16 maggio 2006 nominato arcivescovo di Washington)
- David Allen Zubik (18 luglio 2007 - 4 giugno 2025 ritirato)
- Mark Anthony Eckman, dal 4 giugno 2025

## Statistiche
La diocesi nel 2023 su una popolazione di 1.746.900 persone contava 618.731 battezzati, corrispondenti al 35,4% del totale.
| anno | popolazione | popolazione | popolazione | presbiteri | presbiteri | presbiteri | presbiteri                | diaconi | religiosi | religiosi | parrocchie |
| anno | battezzati  | totale      | %           | numero     | secolari   | regolari   | battezzati per presbitero | diaconi | uomini    | donne     | parrocchie |
| ---- | ----------- | ----------- | ----------- | ---------- | ---------- | ---------- | ------------------------- | ------- | --------- | --------- | ---------- |
| 1950 | 805.699     | 2.659.235   | 30,3        | 977        | 726        | 251        | 824                       |         | 317       | 3.370     | 412        |
| 1966 | 924.088     | 2.306.112   | 40,1        | 883        | 599        | 284        | 1.046                     |         | 454       | 5.092     | 316        |
| 1970 | 924.893     | 2.327.771   | 39,7        | 859        | 536        | 323        | 1.076                     |         | 425       | 5.013     | 321        |
| 1976 | 949.146     | 2.264.071   | 41,9        | 885        | 602        | 283        | 1.072                     | 25      | 389       | 3.088     | 321        |
| 1980 | 912.959     | 2.271.000   | 40,2        | 818        | 575        | 243        | 1.116                     | 25      | 387       | 3.000     | 321        |
| 1990 | 839.070     | 2.163.084   | 38,8        | 785        | 594        | 191        | 1.068                     | 26      | 249       | 2.184     | 309        |
| 1999 | 755.459     | 1.995.320   | 37,9        | 625        | 500        | 125        | 1.208                     | 18      | 47        | 1.764     | 218        |
| 2000 | 754.127     | 1.964.832   | 38,4        | 619        | 496        | 123        | 1.218                     | 53      | 159       | 1.707     | 218        |
| 2001 | 753.147     | 1.939.656   | 38,8        | 603        | 483        | 120        | 1.249                     | 54      | 158       | 1.587     | 216        |
| 2002 | 793.417     | 1.975.373   | 40,2        | 591        | 469        | 122        | 1.342                     | 50      | 161       | 1.538     | 215        |
| 2003 | 812.078     | 1.967.494   | 41,3        | 576        | 453        | 123        | 1.409                     | 50      | 158       | 1.458     | 215        |
| 2004 | 815.719     | 1.966.067   | 41,5        | 560        | 442        | 118        | 1.456                     | 49      | 157       | 1.418     | 215        |
| 2013 | 829.000     | 2.028.000   | 40,9        | 457        | 354        | 103        | 1.814                     | 79      | 135       | 1.003     | 204        |
| 2016 | 847.000     | 2.071.000   | 40,9        | 441        | 335        | 106        | 1.920                     | 100     | 139       | 881       | 200        |
| 2019 | 630.033     | 1.907.433   | 33,0        | 430        | 332        | 98         | 1.465                     | 92      | 114       | 746       | 188        |
| 2021 | 625.490     | 1.893.567   | 33,0        | 413        | 328        | 85         | 1.514                     | 97      | 109       | 697       | 107        |
| 2023 | 618.731     | 1.746.900   | 35,4        | 389        | 304        | 85         | 1.590                     | 117     | 108       | 608       | 107        |

## Istituti religiosi presenti in diocesi
Nel 2013 contavano case in diocesi le seguenti famiglie religiose:
- Benedettine della Federazione di Santa Scolastica
- Confederazione dell'oratorio di San Filippo Neri
- Congregazione americana cassinese dell'Ordine di San Benedetto
- Congregazione della Passione di Gesù Cristo
- Congregazione dello Spirito Santo
- Dame di Betania
- Figlie di Maria, Madre della Misericordia
- Fratelli delle scuole cristiane
- Fratelli dello Spirito Santo
- Maestre pie Filippini
- Missionarie ausiliarie del Sacro Cuore
- Ordine dei frati minori
- Ordine dei frati minori cappuccini
- Passioniste
- Piccole sorelle dei poveri
- Società del Verbo Divino
- Suore ancelle del Cuore Immacolato di Maria
- Suore del Divin Redentore

- Suore dell'umiltà di Maria
- Suore della carità di Nazareth
- Suore della carità di Seton Hill
- Suore della Divina Provvidenza
- Suore della Misericordia delle Americhe
- Suore della Sacra Famiglia di Nazareth
- Suore dello Spirito Santo, di Pittsburgh
- Suore di San Felice da Cantalice
- Suore di San Giuseppe, di Baden
- Suore domenicane della pace
- Suore domenicane di Nostra Signora delle Fonti, di Brigdeport
- Suore francescane della Provvidenza
- Suore francescane di Syracuse
- Suore francescane insegnanti
- Suore scolastiche di Nostra Signora
- Terzo ordine regolare di San Francesco
- Unione di Nostra Signora della Carità